# Орлов Володимир Володимирович
Володимир Володимирович Орлов (народився 6 січня 1980, місто Донецьк) — український державний службовець і науковець-економіст, в.о. Голови Дніпропетровської облдержадміністрації — начальника військової адміністрації, доктор економічних наук, заслужений економіст України.

## Життєпис
Володимир Орлов має три повних вищих освіти. У 2002 році він закінчив Донецький національний університет економіки і торгівлі імені Михайла Туган-Барановського за спеціальністю «менеджмент організації», у 2006 році — Донецький юридичний інститут Луганського державного університету внутрішніх справ за спеціальністю «правознавство», а у 2014 році закінчив Національний університет «Юридична академія України імені Ярослава Мудрого» за спеціальністю «правознавство» та здобув кваліфікацію магістра правознавства.
Трудову діяльність розпочав у жовтні 2002 року з посади старшого контролера-ревізора відділу контролю у сфері АТФ ДКРСУ Контрольно-ревізійного управління в Донецькій області.
У листопаді 2002 року був прийнятий на посаду рядового інспектора вантажного відділу Донбаської регіональної митниці. У цьому митному органі пройшов шлях до начальника відділу митного оформлення. У січні 2010 року отримав посаду начальника відділу митного оформлення Бердянської митниці. У травні 2010 року був переведений до Кримської митниці на посаду заступника начальника митного поста «Красноперекопськ» — начальника відділу митного оформлення.
З липня 2010 по грудень 2012 року очолював Сумську митницю. З грудня 2012 року по квітень 2013 — Луганську.
У квітні 2014 року став заступником начальника управління правозахисної діяльності‚ протидії корупції та злочинності у сфері транспорту прокуратури міста Києва. А в липні 2014 року — начальником управління, заступником начальника Головного управління Генеральної прокуратури України.
У 2018 році склав кваліфікаційний іспит відповідно до Закону України «Про адвокатуру та адвокатську діяльність» та отримав Свідоцтво про право на зайняття адвокатською діяльністю.
З грудня 2019 року по січень 2021 року очолював Південно-східне міжрегіональне територіальне управління АРМА (м. Дніпро)
З січня 2021 року по теперішній час Володимир Орлов є першим заступником Голови Дніпропетровської обласної державної адміністрації — начальника обласної військової адміністрації.
З 23 січня по 7 лютого 2023 року був виконувачем обов'язків голови Дніпропетровської обласної державної адміністрації — начальника Дніпропетровської обласної військової адміністрації.
Одружений. Виховує сина та доньку.

## Науковець і педагог
У 2013 році після захисту дисертації на тему «Управління інноваціями в маркетинговій товарній політиці підприємства» здобув науковий ступінь кандидата економічних наук. У 2022 році після захисту дисертації на тему «Вплив структурних дисбалансів фінансової системи на економічну безпеку національної економіки» Володимиру Орлову присуджено науковий ступінь доктора економічних наук.
З 2021 року викладає дисципліну «Економічна безпека» в Університеті митної справи та фінансів (м. Дніпро)

## Спеціальні звання та державні нагороди
Є державним радником митної служби 3 рангу, старшим радником юстиції.
Має звання заслуженого економіста України (2022, за значні заслуги у зміцненні української державності, мужність і самовідданість, виявлені у захисті суверенітету та територіальної цілісності України, вагомий особистий внесок у розвиток різних сфер суспільного життя, відстоювання національних інтересів української держави, сумлінне виконання професійного обов'язку).